# Birger Schantz
Birger Schantz, född den 10 juni 1932 i Kungsholms församling i Stockholms stad, död den 7 augusti 2010 i Knivsta församling, Uppsala län, var en svensk veterinär.

## Biografi
Schantz avlade studentexamen i Stockholm 1951, veterinärexamen 1961 och veterinär-medicine doktor-examen 1975. Han var tjänstgjorde 1958–1977 vid Veterinärhögskolan: som amanuens vid kirurgiavdelningen 1958–1966, som klinikveterinär 1966–1975, som tillförordnad biträdande professor 1973–1975 och som biträdande professor 1975–1977, från 1975 med docents titel. Veterinärhögskolan uppgick 1977 i Sveriges lantbruksuniversitet och Schantz tjänstgjorde där som biträdande professor 1977–1979 och som professor i kirurgi 1979–1983. Åren 1983–1986 var han forskningschef vid Försvarets forskningsanstalt och 1986–1994 chef för Huvudavdelning 5 där.
Birger Schantz intresserade sig särskilt för behandling av frakturer, deltog ofta i internationella symposier i ortopedi och inledde ett samarbete mellan Sveriges lantbruksuniversitet och ortopediska kliniken vid Akademiska sjukhuset i Uppsala. Schantz publicerade många vetenskapliga artiklar, främst inom transplantation, frakturbehandling och vapentraumatologi. Han utvecklade etiskt acceptabla metoder för att använda levande, nedsövda grisar inom sjukvårdsutbildning och bidrog därigenom inom dessa forskningsfält avsevärt till att förbättra svensk krigssjukvård. År 1982 bedrev han vid det svenska FN-sjukhuset i Libanon en vetenskaplig studie om skottskador.
Birger Schantz invaldes 1993 som ledamot av Kungliga Krigsvetenskapsakademien. Hans erkända expertis ledde till att han anlitades av Singapores försvarsmakt som rådgivare 1994–1995. Han engagerade sig för övrigt i nedrustningsfrågan, främst avseende inhumana vapen. Han medverkade flitigt i Utrikesdepartementets symposier om sårballistik.
Under första hälften av 1960-talet var Schantz gästforskare i anestesiologi vid School of Veterinary Medicine och Addenbrooke’s Hospital i Cambridge. I en nekrolog karakteriseras han så här: ”Birger Schantz tid i Cambridge präglade honom för livet: en perfekt gentleman med ett brittiskt uttal, intresserad av jakt och flugfiske, skönlitteratur och akvarellmålning, barockmusik och historia. Hans breda intressen och stora beläsenhet gjorde att han starkt bidrog till att göra samvaron och diskussionerna intressanta, inte minst inom den av ledamöterna Bengt Gustafsson och Bo Rybeck instiftade bioklubb som han regelbundet deltog i de senaste 10 åren.”